# 고래자리 카파¹
고래자리 카파1(Kappa1 Ceti)은 고래자리 방향으로 지구로부터 약 30 광년 떨어져 있는 G형 주계열성이다. 카파1의 자전 주기는 9일로, 태양보다 3배 빠르게 도는데 이는 별의 나이가 상대적으로 수 억 살 정도로 젊다는 증거이다. 이 별은 태양보다 근소하게 질량이 작고 표면 온도가 낮으며, 색채 또한 붉은 색을 더 많이 띤다. 이 별은 분광학적 자료에 의해 오랫동안 동반성을 거느리고 있는 것으로 알려졌으나, 이후 추가적인 연구를 통해서 동반 천체의 존재를 증명하는 것에는 실패했다.

## 항성의 특징
카파1은 분광형 G5Ve의 주계열성이다. 1943년부터 카파1은 분광형상 G5 V를 대표하는 기준별로 등록되어 비슷한 별들의 분광형을 결정하는 데 쓰여 왔다. 카파1은 태양과 질량이 거의 같으며 반지름은 5% 작다. 그러나 광도는 앞의 질량 및 반지름에 비해 많이 낮아 태양의 85 퍼센트 수준이다.
카파1은 대략 9일에 1회 자전하므로 태양에 비해 빠른 편이다. 이는 카파1이 수억 년 정도 나이로 G형 분광형대에서 상대적으로 젊은 별임을 알려준다. 이 별의 밝기는 표면의 흑점으로 인하여 주기에 따라 변화하며, 자전주기도 약간씩 다르게 측정된다. 흑점이 여러 위도에 걸쳐 나타나고, 유체인 항성의 자전 속도는 위도에 따라 다르기 때문에 밝기의 변화 진폭도 다르게 나타난다. 이는 우리 태양에서 관측되는 현상과 흡사하다. 카파1 표면의 흑점은 위도 10°에서 75°까지 분포한다. 카파1의 자기장 활동으로부터 이 별은 과거 젊은 지구에 태양이 어떤 영향을 끼쳤나를 연구하는 데 중요한 정보를 준다.
최근 가설에 따르면 태양 비슷한 크기의 항성에서 강렬한 플레어가 발생하면 이는 그 주위를 도는 목성형 행성의 자기장과 항성의 자기장이 서로 반응한 결과라고 한다. 분광형상 F8 ~ G8에 해당하는 태양 비슷한 항성들로부터 태양 플레어보다 최소 100 ~ 최대 1000만 배 강력한 슈퍼플레어 현상이 나타나는데, 이처럼 강력한 플레어가 발생할 때 항성 밝기는 순간적으로 20배까지 늘어난다. 카파1에서도 슈퍼 플레어가 관측된바 있는데 태양의 코로나 질량방출보다 무려 108 ~ 109배나 많은 에너지를 뿜었다.
카파1의 우주속도 요소는 (U, V, W) = (−22.41, −4.27, −5.32) km/s이다. 이 별이 특정 운동성단에 속해 있는지는 아직 밝혀지지 않았다.

## 같이 보기
- 태양 플레어
- 가까운 밝은 별